# Tōgan-ji
Le Tōgan-ji (桃巌寺) est un temple bouddhiste de la secte Zen Sōtō situé dans l'arrondissement de Chikusa à Nagoya, au centre du Japon.

## Histoire
Construit en 1532 par Oda Nobuyuki en mémoire de son père, Oda Nobuhide, le temple est déplacé sur le site actuel en 1714. Les jardins du temple disposent d'un étang de tortues et d'un bosquet de bambous géants. Une statue de Bouddha de 10 m de haut connue sous le nom de « Grand Bouddha de Nagoya » a été érigée en 1987,,,.
Le temple a de nombreux liens avec Inde car l'un de ses grands prêtres y a terminé ses études. Il y a dans l'enceinte du temple un lingam et un sanctuaire consacré à Saraswati, qui est honorée lors d'un festival pour Benzaiten tous les 7 et 8 mai. Le Tōgan-ji contient également un énorme bloc de bois supposé laver les péchés passés s'il est touché avec une seule main.

## Source de la traduction
- (en) Cet article est partiellement ou en totalité issu de l’article de Wikipédia en anglais intitulé « Tōgan-ji » (voir la liste des auteurs).